# 최원익
최원익(崔元益, 1929년~2001년 6월 9일)은 조선민주주의인민공화국의 법조인이자 정치인이다. 최고인민회의 제5·6·9·10기 대의원을 지냈으며, 강원도 당 책임비서 및 민족보위성 총정치국 부장, 중앙재판소장 등을 역임했다.